# Gonomyia brevissima
Gonomyia brevissima är en tvåvingeart som beskrevs av Alexander 1926. Gonomyia brevissima ingår i släktet Gonomyia och familjen småharkrankar.
Artens utbredningsområde är Kuba. Inga underarter finns listade i Catalogue of Life.